# Championnats d'Europe de biathlon 2007
Navigation
Édition précédente Édition suivante
Les 'championnats d'Europe de biathlon 2007 sont la quatorzième édition des championnats d'Europe de biathlon. La compétition se tient à Bansko en Bulgarie du 19 au 25 février 2007.